# Библейска критика
Библейската критика е дял на библеистиката, изследващ билейските текстове. За разлика от религиозния подход към Библията, библейската критика ги разглежда като обикновени литературни произведения, опитвайки се да установи техния произход, от кого, кога и при какви обстоятелства са създадени и каква цел са си поставяли техните автори с написването им.